# Abbaye de Storrington
St Joseph's Abbey, ou plus simplement The Abbey, est une demeure historique de Storrington (Sussex) en Angleterre, devenue couvent dominicain. C'est un monument historique protégé.

## Histoire et description
Cette demeure de deux ou trois étages avec cinq grandes baies a été construite en 1871-1872 pour le révérend George Faithfull dans le style gothique victorien, en utilisant les matériaux de l'ancien presbytère construit en 1621 et démoli à cet endroit. Dans les années 1880, elle est la résidence du colonel Walter George Stirling, baronnet qui élevait des vaches de Jersey,. Les propriétaires successifs altèrent quelque peu son architecture ; en 1911 (semi-colombages) et 1930 (intervalles de brique) quand le colonel H.V. Ravenscroft ajoute une salle de billard et une salle de bal conçues par John Leopold Denman.

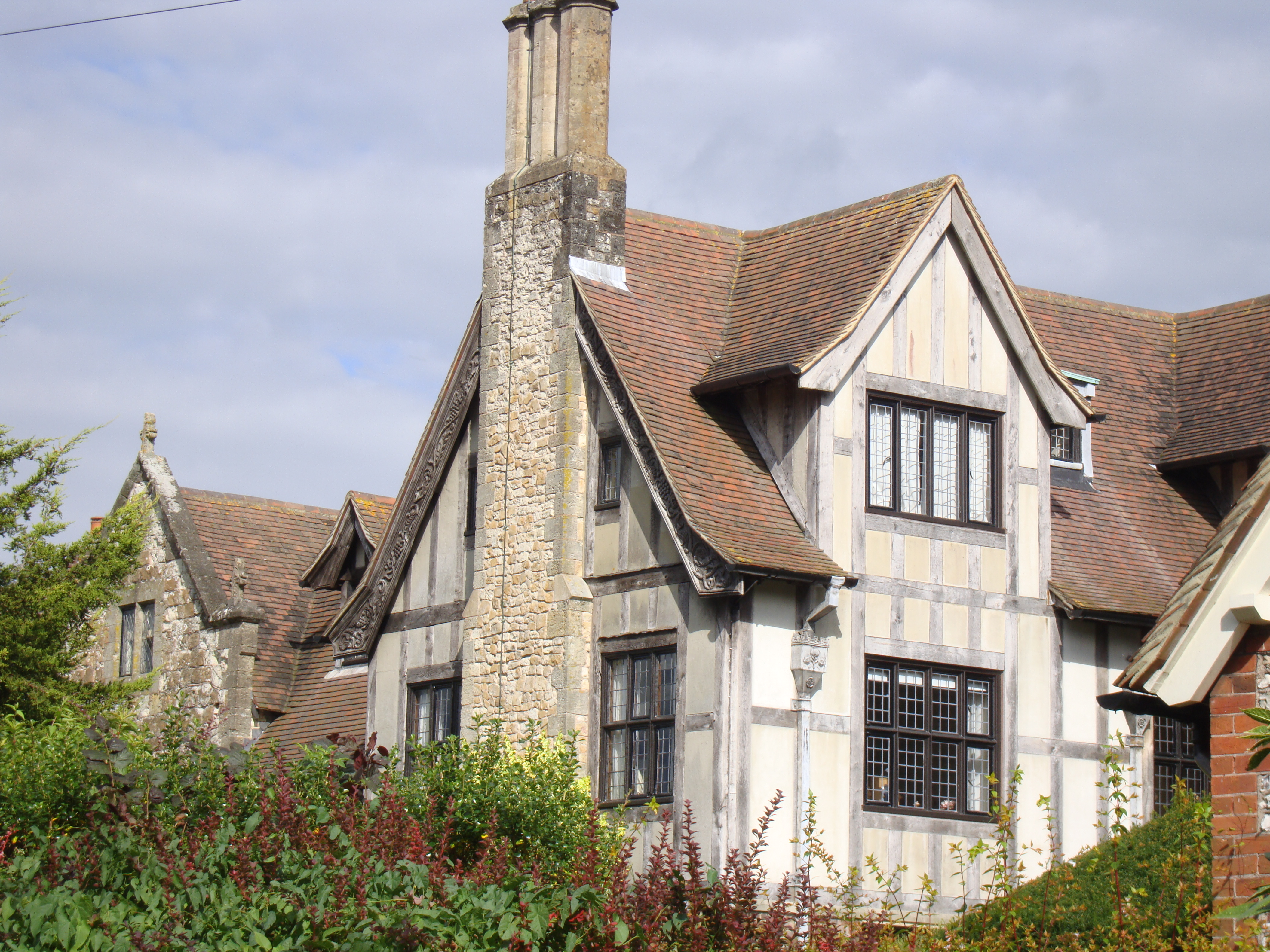
St Joseph's Abbey, Storrington

En 1953, la demeure devient un couvent dominicain avec un internat qui ferme en 1999.
La partie la plus ancienne est l'ancienne salle à manger d'honneur, transformée en chapelle avec de remarquables boiseries à pli de lin du XIXe siècle, des frises et un plafond de plâtre à nervures en strapons et des vitraux. Le grand salon montre des boiseries du XVIIIe siècle et une cheminée à colonnes engagées, tandis que l'ancienne bibliothèque (aujourd'hui salle de réunion) possède une cheminée de pierre du XVIe siècle. L'escalier d'honneur en chêne à balustres contournées monte sous un puits d'escalier peint avec des colonnes de soutien à base carrée chanfreinées et des fleurons sphériques.